# Cheick Sallah Cissé
Cheick Sallah Cissé (Bouaké, 19 de septiembre de 1993) es un deportista marfileño que compite en taekwondo.
Participó en tres Juegos Olímpicos de Verano, entre los años 2016 y 2024, obteniendo dos medallas, oro en Río de Janeiro 2016 (–80 kg) y bronce en París 2024 (+80 kg). En los Juegos Panafricanos consiguió dos medallas de oro, en los años 2015 y 2019.
Ganó una medalla de oro en el Campeonato Mundial de Taekwondo de 2023 y cinco medallas en el Campeonato Africano de Taekwondo entre los años 2014 y 2022.
Fue el abanderado de Costa de Marfil en las ceremonias de apertura de los Juegos Olímpicos de Tokio 2020 y París 2024 junto con la atleta Marie-Josée Ta Lou.
Estudió Ingeniería Eléctrica en la Escuela de Tecnología Grupo LOKO de Abiyán. Desde 2023 es miembro del Consejo de Taekwondo Mundial y copresidente del Comité de Atletas de Taekwondo Mundial.

## Palmarés internacional
| Juegos Olímpicos    | Juegos Olímpicos                  | Juegos Olímpicos  | Juegos Olímpicos |
| Año                 | Lugar                             | Medalla           | Categoría        |
| ------------------- | --------------------------------- | ----------------- | ---------------- |
| 2016                | Río de Janeiro (Brasil)           | Medalla de oro    | –80 kg           |
| 2024                | París (Francia)                   | Medalla de bronce | +80 kg           |
| Campeonato Mundial  |                                   |                   |                  |
| Año                 | Lugar                             | Medalla           | Categoría        |
| 2023                | Bakú (Azerbaiyán)                 | Medalla de oro    | +87 kg           |
| Juegos Panafricanos |                                   |                   |                  |
| Año                 | Lugar                             | Medalla           | Categoría        |
| 2015                | Brazzaville (República del Congo) | Medalla de oro    | –80 kg           |
| 2019                | Rabat (Marruecos)                 | Medalla de oro    | –80 kg           |
| Campeonato Africano |                                   |                   |                  |
| Año                 | Lugar                             | Medalla           | Categoría        |
| 2014                | Túnez (Túnez)                     | Medalla de oro    | –80 kg           |
| 2016                | Puerto Saíd (Egipto)              | Medalla de oro    | –80 kg           |
| 2018                | Agadir (Marruecos)                | Medalla de plata  | –80 kg           |
| 2021                | Dakar (Senegal)                   | Medalla de oro    | –87 kg           |
| 2022                | Kigali (Ruanda)                   | Medalla de plata  | –87 kg           |